# Simyo

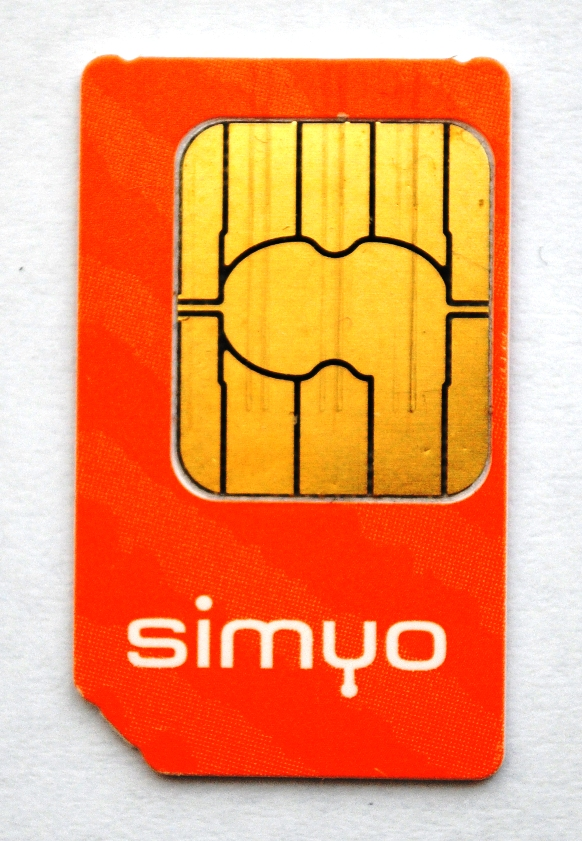
SIM de Simyo

Simyo és la marca comercial sota la que opera Orange España Virtual S.L.U, empresa propietat d'Orange Espanya.
La marca Simyo pertany a l'empresa holandesa de telefonia mòbil KPN i Orange fa ús d'aquesta sota llicència del propietari. El seu mercat se centra en el segment de les tarifes de baix cost i sense compromís de permanència, a canvi de no tenir certs serveis com la presència de botigues físiques.
Fins a desembre de 2012, el servei de la marca Simyo a Espanya estava operat per la filial de la multinacional holandesa KPN Spain SLO (anteriorment E-Plus). En tal data, Orange Espanya va arribar a un acord amb KPN per adquirir el 100% del negoci. Es va acordar que, tot i haver cedit l'activitat, la marca es mantindria, que seguiria sent propietat intel·lectual de KPN i Orange la utilitzaria sota llicenciament.

## A Espanya
El servei es va llençar oficialment el 29 de gener del 2008, com a operador mòbil virtual sota la cobertura d'Orange.
La diferenciació respecte a la competència es materialitza en una estratègia de preus reduïts, simplicitat, gestió via Internet de la línia del mateix client i absència de subvencions als terminals i de compromisos de permanència.

## Terminals
A diferència dels operadors amb xarxa pròpia, que subvencionen els terminals a canvi d'entregar-los bloquejats, els mòbils que ofereix Simyo són lliures i el seu preu no està subvencionat.
El gener del 2008 comercialitzava els terminals Nokia N95 8GB, Nokia 1650, Nokia 2760, Sony Ericsson W200, Samsung J600, Sony Ericsson K550, Sony Ericsson S500, Nokia 5310, Nokia N73, Sony Ericsson W910, Samsung G800 i Toshiba G900.

## Dades
El tràfic de dades es pot realitzar mitjançant GPRS en un 98,8% del territori d'Espanya i mitjançant 3G en un 73,6%, incloent accés 3.5G (HSDPA) a les zones on Orange ho té disponible.
El 14 octubre 2015 Simyo va anunciar el servei de 4G per tots els seus clients sense cap canvi en les tarifes, amb l'única condició de tenir la nova targeta SIM compatible amb 4G que ja es lliurava des del 13 de juliol. Per a això, fins al 15 de gener de 2016 va ser possible demanar un duplicat de SIM gratuït.